# Zinedine Zidane
Zinedine Yazid Zidane (în franceză Zinédine Yazid Zidane, în limba berberă Ezzin-ed-Din Yazid Zidan; n. 23 iunie 1972, Marsilia, Provence-Côte d'Azur, Franța), popular poreclit „Zizou”, este un fost fotbalist și actual antrenor de fotbal francez de origine algeriană kabâlă.
Zidane a jucat ca mijlocaș ofensiv, fiind cunoscut pentru evoluția sa la națională de fotbal a Franței, Juventus Torino și Real Madrid. Este considerat unul din cei mai buni fotbaliști ai tuturor timpurilor. A fost numit cel mai bun fotbalist european din ultimii 50 de ani, în baza sondajului UEFA Golden Jubilee Poll. Mijlocaș care prin eleganța driblingului, echilibrul, pasele precise, acuratețea șuturilor și loviturile libere bune a devenit unul dintre cei mai mari artiști ai jocului și un succesor natural al lui Michel Platini în postul de conducător de joc al Franței. Zidane a intrat în atenția internațională în urma celor două goluri înscrise cu capul în finala Campionatului Mondial de Fotbal 1998 contra Braziliei, două goluri care au adus Franței primul titlu mondial. Zidane a primit trofeul Balonul de Aur în anul 1998 și a fost de trei ori desemnat cel mai bun fotbalist al anului de către FIFA, în anii 1998, 2000 și 2003.
Pe 25 aprilie 2006, Zidane a anunțat oficial retragerea sa de la echipa națională a Franței după Campionatul Mondial de Fotbal, Germania 2006.
A intrat apoi în antrenorat și a devenit primul antrenor care a câștigat de trei ori consecutiv Liga Campionilor.

## Cariera de club
Zidane s-a născut la Marsilia, în Franța și a crescut în suburbiile orașului, într-un grup de clădiri sponsorizate de stat. În ciuda originii, nu a jucat niciodată pentru Olympique Marseille. 

### AS Cannes - 1988-1992
A fost remarcat de Jean Varraud, recrutor de la AS Cannes, care i-a oferit o perioadă de probă de șase săptămâni. Arătând determinarea unui atlet care vrea să-și depășească limitele, la 17 ani Zidane rămâne la AS Cannes ca profesionist, în prima divizie franceză. Înscrie primul său gol pe data de 8 februarie 1991 (și primește prima sa mașină, un Renault Clio promis de președintele clubului cu ocazia primului gol ca profesionist). Primul sezon la club este marcat de calificarea în Cupa UEFA.
Al doilea sezon la Cannes nu a fost atât de bun; pe plan personal, Zinedine o întâlnește pe viitoarea lui soție, Veronique, dansatoare spaniolă.

### Bordeaux - 1992-1996
Simțind nevoia unei schimbări, Zidane pleacă la Bordeaux, pentru un contract de patru ani. Începuturile au fost dificile la Bordeaux dar, odată adaptat, Zidane duce echipa în finala Cupei UEFA în sezonul 95-96.

### Juventus Torino- 1996-2001
Juventus Torino este următorul popas, un transfer deja impresionant de £3 milioane. Aici câștigă primele titluri: Supercupa Europei în 1996, Supercupa Ligii în 1997, Campionatul Italiei în 1997 și 1998. Este doar finalist al Cupei Campionilor în 1997 și 1998.

### Real Madrid- 2001-2006

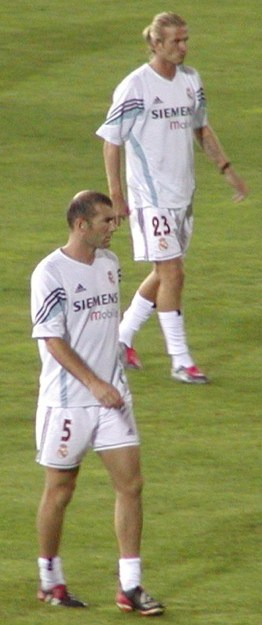
Zidane și David Beckham jucând pentru Real Madrid.

În 2001 Zidane devine al 2-lea cel mai scump jucător al tuturor timpurilor, în urma transferului de €78 milioane către Real Madrid. Aici joacă alături de David Beckham, Raúl González, Luís Figo, Ronaldo și Roberto Carlos. A înscris un spectaculos gol al victoriei în finala Cupei Campionilor, câștigată cu 2-1, în sezonul 2001-2002, contra echipei germane Bayer 04 Leverkusen.
Pe 7 mai 2006 Zidane a jucat ultimul meci pentru Real Madrid, pe faimosul stadion Santiago Bernabéu. Fanii Realului i-au făcut o primire călduroasă și l-au aplaudat pe parcursul întregului joc. Meciul contra Villareal CF s-a terminat la egalitate, scor 3-3, Zidane înscriind unul dintre goluri. La sfârșitul meciului, fanii și-au luat adio într-un cor de ovații care i-au lăsat lacrimi în ochi lui Zidane.

## Echipa națională

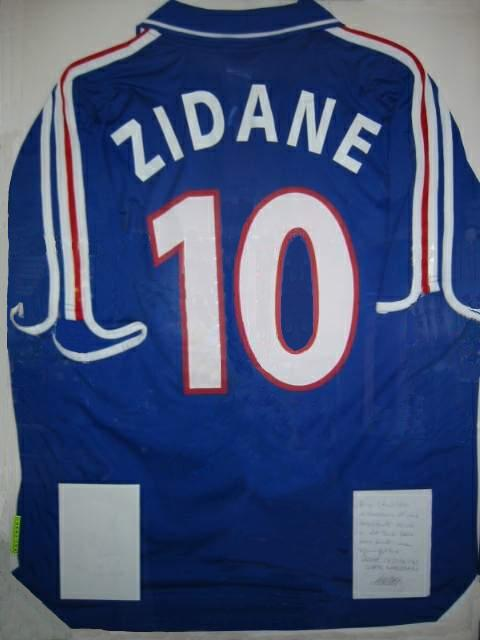
Tricoul cu numărul 10 a lui Zidane la naționala Franței.

Zidane are origini atât franceze cât și algeriene și ar fi putut juca pentru Algeria. Totuși, antrenorul algerian Abdelhamid Kermali i-a refuzat un loc în echipă motivând că tânărul mijlocaș "nu este suficient de rapid". Zidane poartă pentru prima dată tricoul "Bleus" pe 17 august 1994, intrând în minutul 63 al partidei contra Cehiei, la scorul de 2-0 pentru cehi. În minutele rămase, Zidane înscrie ambele goluri ale egalării.

### Campionatul Mondial Franța 1998
Zidane este membru al echipei Franței în Campionatul Mondial din Franța, 1998. Zidane înscrie cu capul în finala contra Braziliei de două ori, purtând echipa Franței spre victoria cu 3-0 care aduce și primul titlu de campioană pentru Franța. Mai devreme în competiție, Zidane a fost eliminat în meciul contra Arabiei Saudite (câștigat cu 4-0 de Franța) după o lovitură aparent neprovocată. Apropiați ai lui Zidane susțin că acesta a fost provocat verbal.

### Campionatul European Belgia/Olanda 2000
Doi ani mai târziu, Zidane și Franța câștigă a doua competiție majoră, Euro 2000. Echipa națională a Franței este clasată pe locul unu mondial după victorie și este pentru prima oară când aceeași echipă deține ambele titluri, după Germania de Vest în 1976.

### Dezamăgire în 2002 și 2004
Ambele titluri au fost însă pierdute. În 2002 Franța devine prima campioană mondială care părăsește turneul în faza grupelor fără să înscrie niciun gol. Zidane a intrat doar în ultimul meci datorită accidentărilor dar, nerefăcut complet, nu a reușit să schimbe soarta jocului.
Franța pierde și titlul european în urma înfrângerii contra Greciei, viitorii campioni. Pe 12 august 2004 Zidane își anunță retragerea din fotbalul internațional.

### Campionatul Mondial Germania 2006

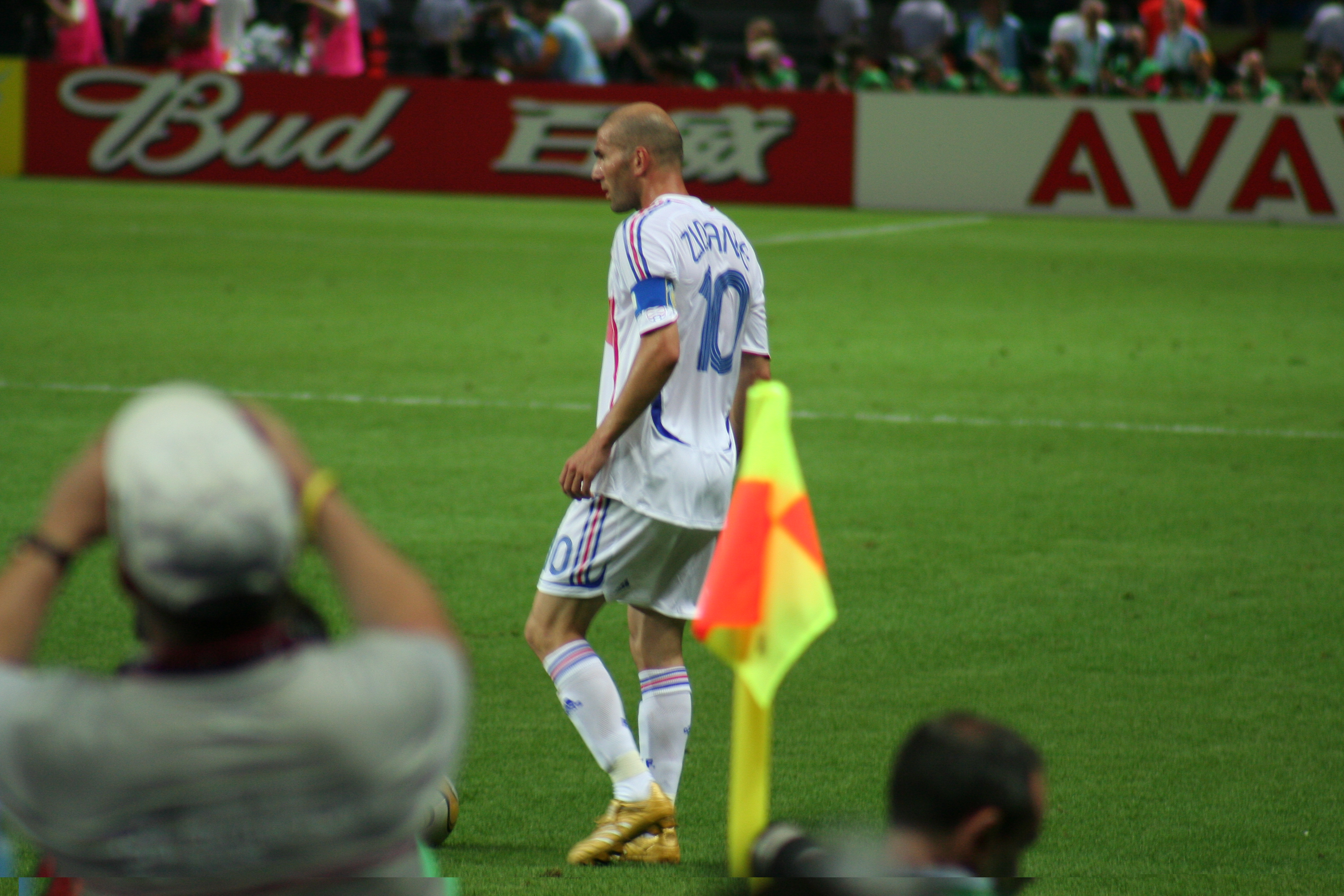
Zizou la Campionatul Mondial Germania 2006.

Totuși Zizou anunță întoarcerea la echipa națională după ce Franța are probleme serioase în calificările pentru Campionatul Mondial din 2006. Alături de el se întorc Claude Makélélé, mijlocașul de la Chelsea și Lilian Thuram, apărătorul lui Juventus Torino. Franța se califică în urma meciului fără probleme contra Insulelor Feroe, 3-0.
Pe 25 aprilie 2006, după un sezon plin de accidentări la Real Madrid, Zidane își anunță retragerea definitivă după Campionatul Mondial din Germania.
Franța trece cu mari emoții de faza grupelor. Apoi Zidane își poartă echipa dincolo de toate așteptările: 3-1 contra Spaniei (Zidane înscrie al treilea gol), 1-0 contra Braziliei (Thierry Henri din centrarea lui Zidane) și 1-0 contra Portugaliei (penalty Zidane).

#### Ultimul meci
Pe 9 iulie 2006 Zidane devine unul din cei doar patru jucători care au marcat în două finale de Campionat Mondial, alături de Pelé (Brazilia), Paul Breitner (Germania) și Vavá (Brazilia). Meciul s-a terminat la egalitate (1-1) și Italia a câștigat titlul mondial în urma loviturilor de la 11 metri.

## Cariera de antrenor
A antrenat echipa Real Madrid Castilla între anii 2014-2015; pe 4 ianuarie 2016 a fost numit antrenor principal al echipei de fotbal Real Madrid CF, înlocuindu-l pe Rafael Benítez.
În anul 2016, Zinedine Zidane devine antrenorul echipei Real Madrid. În același an el a câștigat cu aceasta titlul Champions League și Supercupa Europei.
În anul 2017, Zidane câștiga cu Real Madrid La Liga, reușind să ia primul campionat din cariera sa de antrenor. Iar pe 3 iunie în finala de la Cardiff obține un nou record remarcabil obținând al 2-lea titlu de Champions League consecutiv fiind primul antrenor cu asemenea performanță. Ulterior, a câștigat și al treilea trofeu la rând în Liga Campionilor. Doar Bob Paisley și Carlo Ancelotti mai deveniseră de trei ori campioni ai Europei ca antrenori la echipe de club, iar Zidane este primul care câștigă trofeu în trei sezoane consecutive.
Pe 31 mai 2018, la doar cinci zile după al treilea triumf din Liga Campionilor, Zidane a demisionat de la Real Madrid.
Pe 11 martie 2019, Zidane a revenit la Real, semnând un contract până în vara anului 2022.
La 16 iulie 2020, Zidane a câștigat La Liga pentru a doua oară în cariera sa de antrenor.
În data de 27 mai 2021, Zidane a părăsit pe Real Madrid pentru a doua oară, după un sezon în care echipa nu a câștigat vreun trofeu.

## Statistici carieră

### Club
| Performanță club | Performanță club | Performanță club | Campionat | Campionat | Cupă            | Cupă            | Continental | Continental | Total   | Total  |
| Sezon            | Club             | Ligă             | Meciuri   | Goluri    | Meciuri         | Goluri          | Meciuri     | Goluri      | Meciuri | Goluri |
| Franța           | Franța           | Franța           | Campionat | Campionat | Coupe de France | Coupe de France | Europa      | Europa      | Total   | Total  |
| ---------------- | ---------------- | ---------------- | --------- | --------- | --------------- | --------------- | ----------- | ----------- | ------- | ------ |
| 1988–89          | Cannes           | Division 1       | 2         | 0         | 0               | 0               | –           | –           | 2       | 0      |
| 1989–90          | Cannes           | Division 1       | 0         | 0         | 0               | 0               | –           | –           | 0       | 0      |
| 1990–91          | Cannes           | Division 1       | 28        | 1         | 3               | 0               | –           | –           | 31      | 1      |
| 1991–92          | Cannes           | Division 1       | 31        | 5         | 3               | 0               | 4           | 0           | 38      | 5      |
| 1992–93          | Bordeaux         | Division 1       | 35        | 10        | 4               | 1               | –           | –           | 39      | 11     |
| 1993–94          | Bordeaux         | Division 1       | 34        | 6         | 3               | 0               | 6           | 2           | 43      | 8      |
| 1994–95          | Bordeaux         | Division 1       | 37        | 6         | 4               | 1               | 4           | 1           | 45      | 8      |
| 1995–96          | Bordeaux         | Division 1       | 33        | 6         | 1               | 0               | 15          | 6           | 49      | 12     |
| Italia           | Italia           | Italia           | Campionat | Campionat | Coppa Italia    | Coppa Italia    | Europa      | Europa      | Total   | Total  |
| 1996–97          | Juventus         | Serie A          | 29        | 5         | 2               | 0               | 10          | 2           | 41      | 7      |
| 1997–98          | Juventus         | Serie A          | 32        | 7         | 5               | 1               | 11          | 3           | 48      | 11     |
| 1998–99          | Juventus         | Serie A          | 25        | 2         | 5               | 0               | 10          | 0           | 40      | 2      |
| 1999–2000        | Juventus         | Serie A          | 32        | 4         | 3               | 1               | 6           | 0           | 41      | 5      |
| 2000–01          | Juventus         | Serie A          | 33        | 6         | 2               | 0               | 4           | 0           | 39      | 6      |
| Spania           | Spania           | Spania           | Campionat | Campionat | Copa del Rey    | Copa del Rey    | Europa      | Europa      | Total   | Total  |
| 2001–02          | Real Madrid      | La Liga          | 31        | 7         | 9               | 2               | 9           | 3           | 49      | 12     |
| 2002–03          | Real Madrid      | La Liga          | 33        | 9         | 1               | 0               | 14          | 3           | 48      | 12     |
| 2003–04          | Real Madrid      | La Liga          | 33        | 6         | 7               | 1               | 10          | 3           | 50      | 10     |
| 2004–05          | Real Madrid      | La Liga          | 29        | 6         | 1               | 0               | 10          | 0           | 40      | 6      |
| 2005–06          | Real Madrid      | La Liga          | 29        | 9         | 5               | 0               | 4           | 0           | 38      | 9      |
| Țară             | Franța           | Franța           | 200       | 34        | 18              | 2               | 29          | 9           | 247     | 45     |
| Țară             | Italia           | Italia           | 151       | 24        | 17              | 2               | 41          | 5           | 209     | 31     |
| Țară             | Spania           | Spania           | 155       | 37        | 23              | 3               | 47          | 9           | 225     | 49     |
| Total            | Total            | Total            | 506       | 95        | 58              | 7               | 117         | 23          | 681     | 125    |

## Palmares
Cu echipa națională a Franței:
- 31 de goluri în 108 selecții în echipa Franței
- Câștigător al Campionatului Mondial din Franța 1998
- Finalist al Campionatului Mondial din Germania 2006
- Câștigător al Campionatului European din Belgia/Olanda 2000
- Semi-finalist al Campionatului European din Anglia 1996
- Câștigător al turneului Hassan II (Maroc): 1998 și 2000

La cluburi:
- Câștigător al Cupei Intercontinentale: 1996 (Juventus Torino) și 2002 (Real Madrid)
- Câștigător al Supercupei Europei: 1996 (Juventus Torino) și 2002 (Real Madrid).
- Câștigător al Cupei Campionilor: 2002 (Real Madrid).
- Finalist al Cupei Campionilor: 1997 și 1998 (Juventus Torino).
- Finalist al Cupei UEFA: 1996 (Bordeaux).
- Campion al Italiei: 1997 și 1998 (Juventus Torino).
- Campion al Spaniei: 2003 (Real Madrid).
- Câștigător al Supercupei Italiei: 1997 (Juventus Torino).
- Câștigător al Supercupei Spaniei: 2002 și 2003 (Real Madrid).
- Finalist al Cupei Spaniei: 2002 și 2004 (Real Madrid).
- Câștigător al Cupei Intertoto: 1995 (Bordeaux) și 1999 (Juventus Torino).
- Câștigător al Turneului Santiago-Bernabeu : 2003 și 2005 (Real Madrid).
- Câștigător al Trofeului Luigi-Berlusconi : 1998, 1999 și 2000 (Juventus Torino).

```
 
Ca antrenor
```

 Real Madrid
- Liga Campionilor UEFA (3): 2015-2016, 2016-2017, 2017–18
- La Liga (2): 2016-2017, 2019-2020
- Campionatul Mondial al Cluburilor FIFA (2): 2016, 2017
- Supercupa Spaniei (2): 2020
- Supercupa Europei (2): 2016, 2017

## Distincții personale
- 1994 : Oscar UNFP pentru tinere speranțe franceze
- 1996 : Cel mai bun jucător al Campionatului Francez de Fotbal
- 1997 : Onze d'argent,  Cel mai bun jucător străin din Serie A.
- 1998 : Balonul de Aur, Cel mai bun jucător al anului FIFA, Champion des champions français L'Equipe, Cel mai bun jucător francez al anului, World Soccer Award, RSS jucătorul anului, Legiunea de Onoare, Onze d'or, Echipa All-Star Campionatul Mondial de Fotbal, El Pais jucătorul european al anului, ESM Team of the Year
- 1999 : Onze de bronze, World Soccer's 100 Greatest Players of the 20th Century
- 2000 : Onze d'or, Cel mai bun jucător al anului FIFA, Cel mai bun jucător al Campionatului European de Fotbal 2000, al 2-lea jucător francez al secolului L'Équipe, primul în Top 50 al personalităților franceze ale momentului, All-Star Team la Campionatul European de Fotbal
- 2001 : Onze d'or, Cel mai bun jucător din Serie A, Cel mai bun jucător străin din Serie A, UEFA Team of the Year, El Pais jucătorul european al anului
- 2002 : Onze d'argent, Cel mai bun jucător din Cupa Campionilor 2001-2002, Cel mai bun jucător francez al anului, Cel mai bun jucător al anului UEFA, El Pais jucătorul european al anului, Ambasador al Națiunilor Unite împotriva sărăciei, UEFA Team of the Year, ESM Team of the Year, FIFA World Cup Dream Team
- 2003 : Onze d'argent, Steaua de Argint France Football, Cel mai bun fotbalist al anului FIFA, Ambasador al Jocurilor Mediteraneene, UEFA Team of the Year, El Pais jucătorul european al anului, ESM Team of the Year
- 2004 : Cel mai bun jucător european al jumătății de secol UEFA, FIFA 100, ESM Team of the Year, All-Star Team la Campionatul European de Fotbal
- 2005 : Cel mai bun jucător străin din Campionatul Spaniei, FIFA FIFPro World XI
- 2006 : Cel mai bun jucător al Campionatului Mondial Germania 2006 (FIFA Golden Ball Award), IFFHS World's Best Playmaker, FIFA FIFPro World XI, Echipa All-Star Campionatul Mondial de Fotbal
- 2007 : Trophée d'honneur UNFP
- 2008 : Golden Foot Legends Award, Marca Leyenda Award
- 2009 : Cel mai bun jucător al deceniului de ESPN, ESPN Team of the Decade, cel mai bun jucător al deceniului de Sports Illustrated
- 2010 : Goal.com : Team of the decade, Marca Equipo de la Década
- 2011 : Laureus Lifetime Achievement Award, UEFA Champions League Best Player Ever, UEFA Team of Teams, Équipe type spéciale 20 ans des trophées UNFP
- 2013 : World Soccer Greatest XI of All Time
- 2015 : UEFA Ultimate Team of the Year
- 2016 : UEFA Euro All Time XI, Antrenor al anului în Franța
- 2017 : Onze d'or: antrenor al anului